# 特賴姆夫鎮區 (內布拉斯加州卡斯特縣)
特賴姆夫鎮區（英語：Triumph Township）是位於美國內布拉斯加州卡斯特縣的一個行政鎮區。

## 地方資料
特賴姆夫鎮區的面積為182.05平方千米，當中陸地面積為182.01平方千米，而水域面積為0.04平方千米。根據2020年美國人口普查的數據，當地共有人口108人，而人口密度為每平方千米0.59人。